# Стефан Збаразький
Стефан Збаразький (пол. Stefan Zbaraski, бл.1518 — 1585 чи 1586) — руський князь з роду Збаразьких, королівський дворянин (з 1543 р.), воєвода вітебський (1555-1564), каштелян троцький (1564-1566) і воєвода троцький (1566-1585).

## Біографія
Народився бл. 1518 року у сім'ї князя Андрія Збаразького і його дружини Ганни Гербурт.
Був державцем Могильова, дідичем сомільських, жосленських, рудницьких і доруніських маєтностей. Став князем збаразьким після 1528 року.
У 1555 чи 1556 році був послом в Москві, де уклав мирний договір на шість років. За королювання Стефана Баторія брав участь у Лівонській війні з московським царем Іваном IV Грозним, під Полоцьком, разом з Остафієм Воловичем, командував піхотою.
Виступав за укладання Люблінської унії; був одним із «руських» магнатів, які залишилися в Любліні після від'їзду з міста литовських послів в ніч на 28 лютого 1569 року, вирішивши перейти з литовського до польського підданства. 22 травня син Стефана, Петро був одним із перших «руських» князів, які склали присягу на вірність королю Польщі. Сам Стефан склав її 26 травня.
Стефан Збаразький «наїхав» та захопив володіння київського воєводи князя Костянтина Василя Острозького. Під час «наїзду» було вбито з рушниць багато підданих воєводи. Справа розглядалася крем'янецьким земським судом, зокрема, є запис від 8 жовтня 1570 про «зізнання» возного Кременецького повіту Семена Андрузького про огляд земель воєводи.
Під час безкоролів'я 1574 року передав містечко Межиріччя Підляське, що належало Короні Польській, до Брестського воєводства, так що прибутки з нього належали Великому князівству Литовському. В 1575 підписав елекцію (обрання) на польський трон імператора Священної Римської імперії Максиміліана II Габсбурга.
Був охрещений православним, перейшов у кальвінізм. Один із головних тогочасних протестантів Великого князівства Литовського і Корони Польської. Сприяючи поширенню кальвінізму на своїх землях, особливо у Вітебському воєводстві. Також виділяв кошти на будівництво і підтримку православних монастирів.
Згідно деяких джерел, перед своєю смертю у 1585 році став католиком, його третя дружина залишилась кальвіністкою. За даними Каспера Несецького, під час похорону мав промову Бенедикт Гербест.

## Сім'я
Одружувався тричі:
- перший раз в 1547 р. на Ганні Заберезинській гербу Леліва (пол. Hanna Zabrzezińska herbu Leliwa) († бл.1556) (в першому шлюбі була за Федором незнаного роду)
- другий (в 1559) — на княжні Анастасії (в деяких документах Наталії) Заславській (Мстиславській) гербу Погоня Литовська (†1580) (донька князя Михайла Івановича Заславського від першої дружини княжни Юліанни Мстиславської), в першому шлюбі за каштеляном віленським Григорієм Остиком (†1557/8),
- третій (в 1583) — на Дороті Фірлей гербу Леварт (†1591), кальвіністці, доньці люблінського каштеляна Анджея Фірлея і Барбари Шреньської. 1586 року, по смерті свого першого чоловіка, вона вийшла заміж вдруге за майбутнього великого канцлера Литовського Лева Сапігу (була його першою дружиною).

Від першої дружини Стефан мав сина Петра (1548 — бл. 1569), від третьої — доньку Варвару (Барбару), яка вийшла заміж за кузена — коронного мечника графа Ґабріеля Тенчинського.